# Encarna Caracuel
Encarna Caracuel (Priego de Córdoba, 1952) és una exfutbolista andalusa, considerada una de les pioneres del futbol estatal.
Nascuda a Priego de Córdoba, als quinze anys emigrà amb la seva família a la colònia tèxtil El Pelut d'Orís. Allà hi treballà en torns de dotze hores a les nits i, en sortir de la feina, jugà al futbol amb els nens en partits improvisats, tot i la frontal oposició dels seus pares. Descoberta per l'entrenador del Comarcal Vic, formà part del primer equip femení del club osonenc i participà en el primer Campionat de Catalunya de la temporada 1971-72. Aconseguí el subcampionat i fou la màxima golejadora de la competició amb 59 gols.